# Maja Włoszczowska
Maja Martyna Włoszczowska (Varsovia, 1 de noviembre de 1983) es una deportista polaca que compitió en ciclismo de montaña en la disciplina de campo a través; medallista olímpica de plata y dos veces campeona mundial.

## Trayectoria
Participó en cuatro Juegos Olímpicos de Verano, entre los años 2004 y 2020, obteniendo en total dos medallas de plata, en Pekín 2008 y Río de Janeiro 2016, ambas en la prueba de campo a través. En los Juegos Europeos de Bakú 2015 obtuvo una medalla de bronce en el campo a través.
Ganó ocho medallas en el Campeonato Mundial de Ciclismo de Montaña entre los años 2004 y 2013, y siete medallas en el Campeonato Europeo de Ciclismo de Montaña entre los años 2004 y 2014.
Obtuvo cuatro medallas en el Campeonato Mundial de Ciclismo de Montaña en Maratón, en los años 2003 y 2021, y dos medallas de plata en el Campeonato Europeo de Ciclismo de Montaña en Maratón, en los años 2009 y 2008.
Fue la abanderada de Polonia en la ceremonia de apertura de los Juegos Olímpicos de Tokio 2020. En 2021 fue elegida miembro del Comité Olímpico Internacional.

## Medallero internacional
| Juegos Olímpicos   | Juegos Olímpicos             | Juegos Olímpicos  | Juegos Olímpicos           |
| Año                | Lugar                        | Medalla           | Competición                |
| ------------------ | ---------------------------- | ----------------- | -------------------------- |
| 2008               | Pekín (China)                | Medalla de plata  | Campo a través             |
| 2016               | Río de Janeiro (Brasil)      | Medalla de plata  | Campo a través             |
| Campeonato Mundial |                              |                   |                            |
| Año                | Lugar                        | Medalla           | Competición                |
| 2004               | Les Gets (Francia)           | Medalla de plata  | Campo a través             |
| 2004               | Les Gets (Francia)           | Medalla de bronce | Campo a través por relevos |
| 2005               | Livigno (Italia)             | Medalla de plata  | Campo a través             |
| 2006               | Rotorua (Nueva Zelanda)      | Medalla de bronce | Campo a través por relevos |
| 2007               | Fort William (Reino Unido)   | Medalla de plata  | Campo a través por relevos |
| 2010               | Mont-Sainte-Anne (Canadá)    | Medalla de oro    | Campo a través             |
| 2011               | Champéry (Suiza)             | Medalla de plata  | Campo a través             |
| 2013               | Pietermaritzburg (Sudáfrica) | Medalla de plata  | Campo a través             |
| Juegos Europeos    |                              |                   |                            |
| Año                | Lugar                        | Medalla           | Competición                |
| 2015               | Bakú (Azerbaiyán)            | Medalla de bronce | Campo a través             |
| Campeonato Europeo |                              |                   |                            |
| Año                | Lugar                        | Medalla           | Competición                |
| 2004               | Wałbrzych (Polonia)          | Medalla de plata  | Campo a través             |
| 2005               | Kluisbergen (Bélgica)        | Medalla de plata  | Campo a través             |
| 2009               | Zoetermeer (Países Bajos)    | Medalla de oro    | Campo a través             |
| 2010               | Haifa (Israel)               | Medalla de plata  | Campo a través             |
| 2011               | Dohňany (Eslovaquia)         | Medalla de plata  | Campo a través             |
| 2013               | Berna (Suiza)                | Medalla de bronce | Campo a través             |
| 2014               | St. Wendel (Alemania)        | Medalla de bronce | Campo a través             |

| Campeonato Mundial | Campeonato Mundial   | Campeonato Mundial | Campeonato Mundial |
| Año                | Lugar                | Medalla            | Competición        |
| ------------------ | -------------------- | ------------------ | ------------------ |
| 2003               | Lugano (Suiza)       | Medalla de oro     | Campo a través     |
| 2018               | Auronzo (Italia)     | Medalla de plata   | Campo a través     |
| 2020               | Sakarya (Turquía)    | Medalla de plata   | Campo a través     |
| 2021               | Elba (Italia)        | Medalla de plata   | Campo a través     |
| Campeonato Europeo |                      |                    |                    |
| Año                | Lugar                | Medalla            | Competición        |
| 2009               | Tartu (Estonia)      | Medalla de plata   | Campo a través     |
| 2018               | Spilimbergo (Italia) | Medalla de plata   | Campo a través     |